# Concórdia (Santa Catarina)
 For alternative betydninger, se Concordia (flertydig). (Se også artikler, som begynder med Concordia)
Concórdia er en kommune i den sydlige delstat Santa Catarina, i Brasilien. Den blev grundlagt af kolonister fra staten Rio Grande do Sul, som var efterkommere af italienere og tyskere, som immigrerede til Brasilien i det 19. århundrede. Befolkningstallet er i 2015 på 72.642 på et areal på 799,88 km².
Byen er tilknyttet Olavo Cecco Rigon Airport.
Blandt indbyggerne kaldes kommunen concordiano.

## Fodnoter
1. ↑  Instituto Brasileiro de Geografia e Estatística